# طائفة ميورقة
طائفة ميورقة هي إحدى ممالك الطوائف، والتي تشكلت بعد انهيار الدولة الأموية في الأندلس، وكانت قائمة من الفترة 1018 حتى عام 1203، عندما سقطت على يد مملكة أراغون. وتقع في جزيرة ميورقة.